# Albert Brülls
Albert Brülls (Anrath, 26 de março de 1937 - 28 de março de 2004) foi um futebolista alemão que atuou como meia.

## Carreira
Albert Brülls fez parte do elenco da Seleção Alemã na Copa do Mundo de 1962 e 1966. 